# Хистовице
Хистовице (чеш. Chýstovice, бывш. нем. Cheystowitz) — муниципалитет на юге Чешской Республики, в крае Высочина. Входит в состав района Пельгржимов.
Один из самых малонаселённых муниципалитетов Чехии.
Почти все дома деревни сосредоточены вокруг центральной площади.

## География и транспорт
Расположен в северной части района, в 19,5 км к северо-западу от Пельгржимова и в 42 км к северо-западу от Йиглавы.
Граничит с муниципалитетами Кршешин (с запада и с юга), Кошетице (с юго-востока), Мартинице-у-Оншова (также с юго-востока) и Хишна (с востока), а также с местечком Чехтице района Бенешов (с севера).
Состоит из двух частей: Хистовице и Едлина (в 2011 году — 5 домов, 2 жителя).
Связан автобусным сообщением (по рабочим дням) с Чехтицем, Влашимом, Бенешовом, Пельгржимовом, Йиглавой и Прагой.

## История
Впервые упоминается в 1360 году. С 1850 года деревня Хейстовице (Chejstovice) входила в состав муниципалитета Черничи; с 1880 года — самостоятельный муниципалитет.
С 1923 года переименована в Хистовице. В 1976-92 годах входила в состав муниципалитета Кошетице.

### Изменение административного подчинения
- 1850 год — Австрийская империя, Богемия, край Пардубице, политический район Ледеч, судебный район Долни-Краловице;
- 1855 год — Австрийская империя, Богемия, край Часлав, судебный район Долни-Краловице;
- 1868 год — Австро-Венгрия, Цислейтания, Богемия, политический район Ледеч, судебный район Долни-Краловице[5];
- 1920 год — Чехословацкая Республика, Пражская жупания[чеш.], политический район Ледеч, судебный район Долни-Краловице
- 1928 год — Чехословацкая Республика, Чешская земля, политический район Ледеч, судебный район Долни-Краловице
- 1939 год — Протекторат Богемии и Моравии, Богемия, область Немецкий Брод, политический район Ледеч-над-Сазавоу, судебный район Долни-Краловице[6]
- 1945 год — Чехословацкая Республика, Чешская земля, административный район Ледеч-над-Сазавоу, судебный район Долни-Краловице[7]
- 1949 год — Чехословацкая Республика, Йиглавский край, район Пацов[8]
- 1960 год — ЧССР, Южночешский край, район Пельгржимов
- 2003 год — Чехия, край Высочина, район Пельгржимов, ОРП Пельгржимов

## Население
| Год  | Численность | Численность |
| ---- | ----------- | ----------- |
| 1869 | 327         | [ 9 ]       |
| 1880 | 335         | [ 9 ]       |
| 1890 | 305         | [ 9 ]       |
| 1900 | 269         | [ 9 ]       |
| 1910 | 322         | [ 9 ]       |
| 1921 | 324         | [ 9 ]       |
| 1930 | 274         | [ 9 ]       |
| 1950 | 192         | [ 9 ]       |
| 1961 | 145         | [ 9 ]       |
| 1970 | 127         | [ 9 ]       |
| 1980 | 93          | [ 9 ]       |
| 1991 | 70          | [ 9 ]       |
| 2001 | 53          | [ 9 ]       |
| 2011 | 24          | [ 9 ]       |
| 2014 | 30          | [ 10 ]      |
| 2016 | 32          | [ 11 ]      |
| 2017 | 32          | [ 12 ]      |
| 2018 | 32          | [ 13 ]      |
| 2019 | 35          | [ 14 ]      |
| 2020 | 33          | [ 15 ]      |
| 2021 | 37          | [ 16 ]      |
| 2022 | 42          | [ 17 ]      |
| 2023 | 43          | [ 18 ]      |
| 2024 | 44          | [ 3 ]       |

Численность населения снижается с 1920-х годов. По переписи 2011 года здесь проживало 24 человека (из них 19 чехов и 5 не указавших национальность), из них 11 мужчин и 13 женщин (средний возраст — 57,8 года).
Из 23 человек старше 14 лет 5 имели базовое (в том числе неоконченное) образование, 18 — среднее, включая учеников (из них 6 — с аттестатом зрелости).
Из 24 человек 8 были экономически активны (в том числе 1 работающий пенсионер и 1 безработный), 16 — неактивны (14 неработающих пенсионеров, 1 рантье и 1 иждивенец).
Из 7 работающих 2 работали в сельском хозяйстве, 1 — в промышленности, 1 — в строительстве и 1 занимался риэлторской, научно-технической и административной деятельностью.

## Галерея

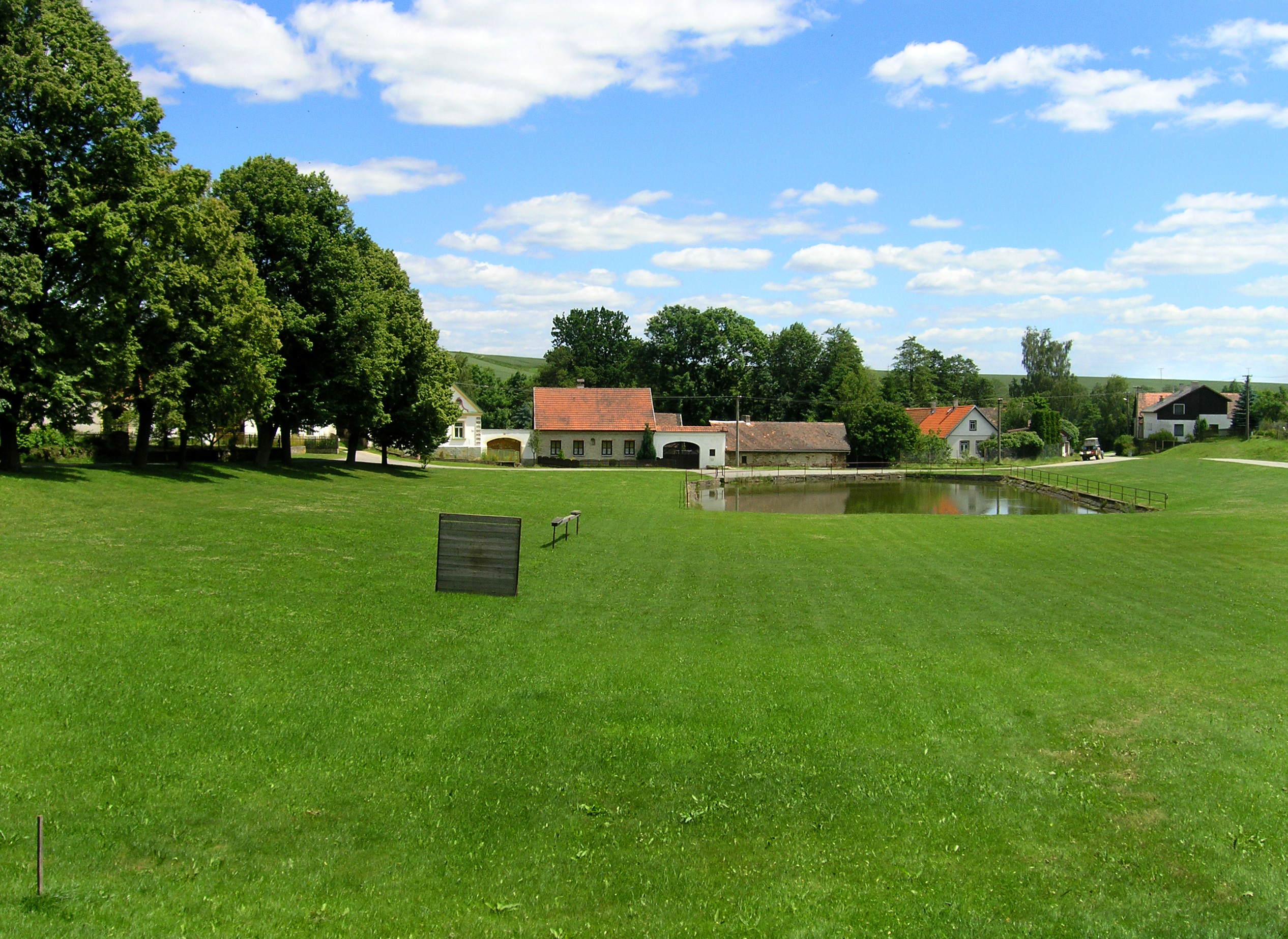
Общий вид деревни
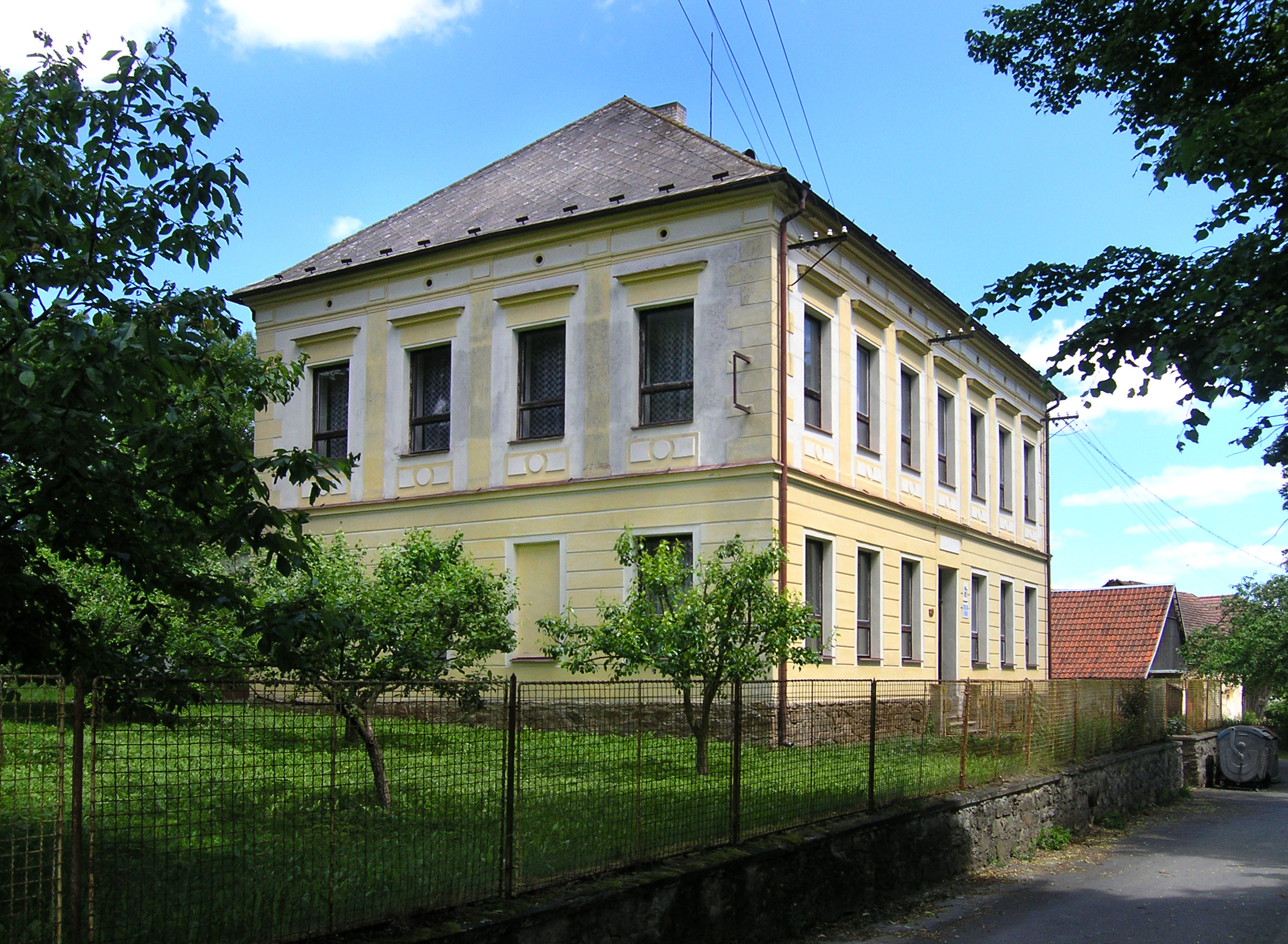
Здание муниципалитета